# Santorcaz
Santorcaz är en kommun i Spanien. Den ligger i den autonoma regionen Madrid, i den centrala delen av landet, 40 km öster om huvudstaden Madrid. Antalet invånare är 999 (2024). Arean är 27,98 kvadratkilometer.